# ウインズ広島
ウインズ広島（ウインズひろしま）は、広島県広島市南区的場町にある日本中央競馬会 (JRA) の場外勝馬投票券発売所 (WINS) である。

## 概要
ウインズ広島は1984年に中国地方初の中央競馬場外としてオープンした。
施設は地下1階を含む7階建てで、全館禁煙だが喫煙コーナーは設置されており、他にも女性コーナー、テラス、休憩コーナー、畳コーナーなども設置されている。なお発売窓口は3階より上に設置されている。

## エクセルフロア
7階にはエクセルフロアがあり、総座席数は300で座席料金は1日1000円。

## 交通アクセス
- JR西日本広島駅南口下車、駅前大通を南に徒歩3分。
- 広島電鉄的場町電停から徒歩1分。